# Sliedrecht Sport
Sliedrecht Sport är en volleybollklubb från Sliedrecht, Nederländerna. Klubben grundades 1956 och har både dam- och herrlag, bägge spelar 2021 i högstaserien (Eredivisie). Damlaget har vunnit nederländska mästerskapen sju gånger och nederländska cupen sju gånger.